# Leptomyrmex pallens
Leptomyrmex pallens is een mierensoort uit de onderfamilie van de Dolichoderinae. De wetenschappelijke naam van de soort is voor het eerst geldig gepubliceerd in 1883 door Emery.